# Olgania
Olgania is een geslacht van spinnen uit de familie Micropholcommatidae.

## Soorten
- Olgania excavata Hickman, 1979